# Марко Веїнович
Марко Веїнович (нід. Marko Vejinović, нар. 3 лютого 1990, Амстердам) — нідерландський футболіст боснійського походження, нападник клубу «АДО Ден Гаг».

## Клубна кар'єра
Народився 3 лютого 1990 року в місті Амстердам. Вихованець юнацьких команд футбольних клубів «Зебюргія», «Аякс», «Утрехт та АЗ. В останньому з них Марко почав професійну кар'єру. Дебютував 21 січня 2009 року в матчі Кубка Нідерландів проти клубу «Ахіллес '29». Дебют у Ередивізі відбувся 22 березня у матчі проти «Феєнорда». Всього Веїнович провів 3 матчі за клуб з Алкмара і допоміг клубу стати національним чемпіоном.
У серпні 2009 року Веїнович підписав контракт на 3 роки з можливістю продовження на четвертий з клубом «Гераклес» (Алмело). У підсумку Марко провів 4 сезони за новий клуб і в 2012 році допоміг йому дійти до фіналу національного кубка.
28 червня 2013 року підписав чотирирічний контракт з «Вітессом». 1 серпня дебютував у матчі Ліги Європи проти румунського «Петролула». У сезоні 2014/15 у перших 10 матчах забив 6 голів, в тому числі оформив хет-трик 3 жовтня 2014 року у ворота «АДО Ден Гага» (6:1).
У червні 2015 року підписав контракт з «Феєнордом». 8 серпня дебютував у матчі проти «Утрехта». Відтоді встиг відіграти за команду з Роттердама 23 матчі в національному чемпіонаті.

## Виступи за збірні
2006 року дебютував у складі юнацької збірної Нідерландів, взяв участь у 25 іграх на юнацькому рівні, відзначившись 8 забитими голами.
2011 року залучався до складу молодіжної збірної Нідерландів. На молодіжному рівні зіграв у 2 офіційних матчах.
У листопаді 2015 року викликався в національну збірну Нідерландів на товариські матчі проти збірних Уельсу і Німеччини, проте на поле не вийшов.

## Титули і досягнення
- Чемпіон Нідерландів (1):

АЗ: 2008–09
- Володар Суперкубка Нідерландів (1):

АЗ: 2009
- Володар Кубка Нідерландів (1):

«Феєнорд»: 2015–2016

## Особисте життя
Є нідерландцем боснійського походження. У 2015 році одружився з нідерландкою на ім'я Софі.